# Lužec nad Cidlinou
Lužec nad Cidlinou là một làng thuộc huyện Hradec Králové, vùng Královéhradecký, Cộng hòa Séc.